# QY Большой Медведицы
QY Большой Медведицы (лат. QY Ursae Majoris) — одиночная переменная звезда в созвездии Большой Медведицы на расстоянии (вычисленном из значения параллакса) приблизительно 12816 световых лет (около 3929 парсеков) от Солнца. Видимая звёздная величина звезды — от +13,2m до +12,58m.

## Характеристики
QY Большой Медведицы — пульсирующая переменная звезда типа RR Лиры (RRAB).